# Пелчице (гмина)
Пелчице (пол. Pełczyce) — гмина (волость) в Польше, входит как административная единица в Хощненский повет, Западно-Поморское воеводство. Население — 8081 человек (на 2005 год).